# Ryo Tateishi
Ryo Tateishi (n. 12 iunie 1989, Fujisawa, Japonia) este un înotător japonez, medaliat olimpic. A participat la o ediție a Jocurilor Olimpice (2012) în care a câștigat o medalie de bronz.